# Eutimi Sincel·le
Eutimi I Sincel·le (en llatí: Euthymius I Syncellus, en grec antic: Εὐθύμιος Α΄ ὁ Σύγκελλος) va ser patriarca de Constantinoble de l'any 907 al 912.
Va néixer potser l'any 834, i quan era molt jove es va fer monjo. Va ser nomenat patriarca per Lleó VI el Filòsof, que abans ja l'havia nomenat sincel·le. Va ser desposseït del càrrec l'any 912 pel nou emperador Alexandre, que va nomenar al seu lloc a Nicolau I el Místic, un bisbe que ja havia estat patriarca abans que Eutimi.
Es va retirar al monestir d'Agathos on va morir el 5 d'agost de l'any 917. L'Església Ortodoxa el considera sant i el venera aquell dia.